# ナイトウィザード 魔法大戦 〜The Peace Plan to Save the World〜
『ナイトウィザード 魔法大戦 〜The Peace Plan to Save the World〜』（ナイトウィザード まほうたいせん ザ ピース プラン トゥ セーブ ザ ワールド）は、2004年6月25日にRUNEより発売されたアダルトゲームソフト。初回限定版は書きおろしパッケージオリジナルBOX仕様で、miniアルバム（OPフルコーラスVer収録）とキャラクターブックが付属する。

## 概要
菊池たけし・F.E.A.R.の共著であるテーブルトークRPG『ナイトウィザード』（エンターブレイン刊）の関連作品だが、18禁ゲーム故か、F.E.A.R.の公式サイトには本作についてのアナウンスは無い（『エンゼルギア』と、やはりRUNE発売である『ANGEL-CORE』の場合と同様。F.E.A.R配信のウェブラジオ「ナイトウィザード通信（現・ふぃあ通）」内で当ゲームのＢＧＭが使用されていた時機もある）
戦闘は全てカードバトル形式で行われる。

## ストーリー
輝明学園武蔵野校に通う主人公の「夜ノ森優」は謎の転校生に命を狙われる。その理由は、優が生まれながらにして持っていた「ウィザード」の力であった。人間世界への侵略をもくろむ正体不明の敵「エミュレイター」と優たち「ウィザード」の戦いを描く。

## 登場キャラクター
本作のキャラクターはテーブルトークRPG版『ナイトウィザード』のクラス（職業）に1対1に対応している。
夜ノ森 優（よのもり ゆう） 声優：なし
大いなる者。
主人公。平凡な学生だったが、謎の転校生に命を狙われたことで「ウィザード」の力に覚醒する。

### メインキャラクター
空穂 つぐみ（うつほ つぐみ） 声優：清水香
勇者。
優の幼馴染みで、やはり「ウィザード」の力を秘めていた。
天緒 真白（あまお ましろ） 声優：富永理恵
強化人間。
優の命を狙う謎の転校生。重度の世間知らずで、感情を表に出さない。
仁科 琴理（にしな ことり） 声優：秋月まい
陰陽師。
真白と同様、優の命を狙って転校して来たが記憶を無くす。式神を操る。
理理＝御鶴木＝ラファイエット（りり＝みつるぎ＝ - ） 声優：高奈ゆか
魔剣使い。
優の命を狙って転校して来た。魔剣・クヴァルディースガルムを操る。
夜ノ森 風音（よのもり かざね） 声優：文月かな
忍者。
優の妹で、重度のお兄ちゃん娘。優とは離れて暮らしている。
細 セイム（ささら - ） 声優：大花どん
使徒。
優の同級生である少年。華奢な容貌で上級生の女子に人気。

### サブキャラクター
青芽 知月（せいが ちづき） 声優：鳩野比奈
魔術師。
クラス委員長。メガネっ娘で巨乳。魔術師らしく、知識欲旺盛。
ルシリア＝ベルフロー 声優：高奈ゆか
吸血鬼。
由緒正しき吸血貴族の少女。いつも眠そう、というか寝ている。
エコール 声優：鳩野比奈
人造人間。
おっとりお姉さん。輝明学園の用務員として働いているが、ドジも多い。
凶島 彩弥（きょうじま あや）
魔物使い。
優のクラスの担任。サバサバした喫煙者の女性。絶滅社から派遣され、以前から学園に潜入していた。
守咲 守威（もりさき かむい） 声優：星美智江
人狼。
気高い孤高の一匹狼。
姉元 櫻（あねもと さくら） 声優：大花どん
龍使い。
優の先輩。「龍」と称される一種の気功術を使う、武術家。
美弥子＝ルチア＝オスプレイ（みやこ - ）
聖職者。
刺々しく、近寄り難い雰囲気を持つ同級生。聖王庁から派遣されているエージェント。
名塚 歌流名（なづか かるな） 声優：星美智江
転生者。
保健医。けだるげなフェロモン美女。保健室で彩弥とお茶を飲んでいることが多い。
天罪 芽亜（あまつみ めあ）
夢使い。
まるきり幼女な外見からは想像も付かないが、輝明学園武蔵野校校長。

## スタッフ
- ディレクター：ゆうき夜
- 原画：うろたん
- シナリオ：尾之上咲太

## 音楽
- ナイトウィザード 魔法大戦 original soundtrack（初回限定特典）

1. 青い星の上で（オープニング主題歌）
2. 朝霧
3. 陽光
4. 月蝕
5. 静寂
6. 別離
7. 迷宮
8. 異世界
9. 漆黒
10. 戦火
11. 風色
12. 永遠
13. 蜃気楼
14. 焔
15. 聖域
16. 天空
17. 栄光
18. いつまでも（エンディング主題歌）
19. 青い星の上で short ver.
20. 青い星の上で karaoke ver.
21. いつまでも short ver.
22. いつまでも karaoke ver.

※Track1、18、19、21は 歌：今井美里 作詞/作曲/編曲：TSUKASA

## 雑記
本作発売後にテーブルトークRPG版『ナイトウィザード』で追加された設定には、本作と矛盾する部分が数多くある。『ナイトウィザード』第一版の関連作品を総括したTRPGサプリメント『オーバーナイト』でも本作の記述がないため、現在では、本作はテーブルトークRPG版とは直接的に繋がっていないパラレルワールド作品のような扱いになっている。